# Neonella montana
Neonella montana là một loài nhện trong họ Salticidae.
Loài này thuộc chi Neonella. Neonella montana được María Elena Galiano miêu tả năm 1988.